# Buchnera hispida
Buchnera hispida är en snyltrotsväxtart som beskrevs av Buch.-ham. och David Don. Buchnera hispida ingår i släktet Buchnera och familjen snyltrotsväxter. Inga underarter finns listade i Catalogue of Life.